# 鄧翼
鄧 翼（とう よく、生没年不詳）は、前秦から後燕にかけての人物。本貫は安定郡。

## 経歴
前秦の車騎将軍の鄧羌の子として生まれた。前秦の河間国の相をつとめた。慕容垂が鄴を包囲すると、鄧翼を後将軍・冀州刺史に任じ、真定侯に封じて取りこもうとした。鄧翼は父の代からの秦室への忠誠を強調して拒絶したが、慕容垂は「わたしは卿の父の車騎と異姓兄弟の契りを結んだ仲であるから、卿はまたわたしの子弟も同じであり、なぜ断るのか」と言って説得した。鄧翼は折れて、慕容垂の命に従った。後燕の建武将軍・河間郡太守・尚書左丞となり、声誉があった。趙国内史として死去した。
子に鄧淵があった。

## 伝記資料
- 『魏書』巻24 列伝第12
- 『北史』巻21 列伝第9